# Chantal Meek

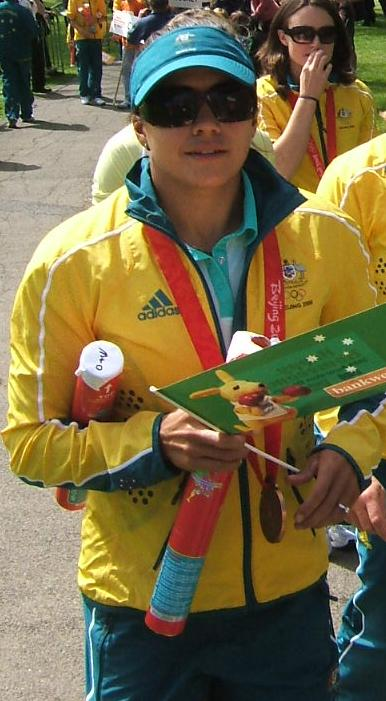
Chantal Meek

Chantal Meek (* 19. Dezember 1978 in Kent, England, Großbritannien) ist eine australische Flachwasserkanutin. Sie nahm jeweils mit dem australischen K4-Boot an den olympischen Rennen 2004 und 2008 teil, während es 2004 mit dem sechsten Platz nicht für eine Medaille reichte, gewann sie 2008 Bronze.
Sie begann in den 1990er Jahren auf der Kanumarathonstrecke, auf der sie im K-1-Boot 1998 bis 2001 australische Meisterin, sowie 2000 und 2001 jeweils Dritte bei den Weltmeisterschaften werden konnte.
Im Kanurennsport ist sie auf das K-4-Boot spezialisiert, mit dem sie mehrere Weltcuperfolge feiern konnte, erreichte aber auch mehrfach Weltcup- und WM-Endläufe im K-1-Boot, so erstmals 2003 in Szeged (Weltcup) bzw. Gainesville (WM). Ihre erste internationale Medaille im K-4 gewann sie bei der WM 2003 mit Bronze. Daneben wurde sie reihenweise australische Kanurennsport-Landesmeisterin, 2006 gar in allen drei Kajak-Bootsklassen.